# 喜多方町
喜多方町（きたかたまち）は福島県耶麻郡にあった町。現在の喜多方市中心部、概ね町名に冠称のない区域にあたる。

## 地理
- 河川：田付川

## 歴史
- 1889年（明治22年）4月1日 - 町村制の施行により、耶麻郡喜多方町のうち旧・稲村を除く区域をもって成立（旧・稲村は岩月村となる）。
- 1947年（昭和22年）8月18日 - 昭和天皇の戦後巡幸。昭和天皇が喜多方高等女学校講堂、校庭に奉迎を受ける[1][2]。
- 1954年（昭和29年）3月31日 - 耶麻郡岩月村、上三宮村、熊倉村、慶徳村、関柴村、豊川村、松山村と新設合併し喜多方市が発足。同日喜多方町廃止。

## 交通

### 鉄道路線
- 日本国有鉄道
  - 磐越西線・日中線：喜多方駅

### 道路
- 米沢街道（現・国道121号）